# Cosette Chichirău
Cosette-Paula Chichirău (n. 12 decembrie 1977, Iași, România) este un deputat independent român, ales în 2016. Ea a fost membră a USR între 2016 și 2023.

## Biografie
Cosette Chichirău s-a născut și a crescut în Iași. A absolvit Liceul de Informatică din Iași (1996) și Facultatea de Științe Economice a Universității „Alexandru Ioan Cuza”, (2000). După licență a plecat la studii în Statele Unite, unde a obținut un MBA (2002) și un doctorat în finanțe (2007) la University of Massachusetts Amherst.

## Activitate politică
În 2016 a fost aleasă deputat în circumscripția electorală nr. 24 Iași. Cosette Chichirău face parte din Comisia pentru buget, finanțe și bănci, iar între noiembrie 2017 și februarie 2018 a fost președinte al Comisiei pentru egalitatea de șanse pentru femei și bărbați. A fost președintele filialei USR Iași până în iunie 2021.
în 18 iunie 2020, a fost desemnată candidat la Primăria Iași din partea USR-PLUS. În urma alegerilor din 27 septembrie 2020, a ieșit pe locul al doilea, cu 30,3% din totalul voturilor exprimate. A obținut un nou mandat de deputat de Iași în urma alegerilor parlamentare din 6 decembrie 2020.